# Manuel Joaquim Carneiro da Cunha

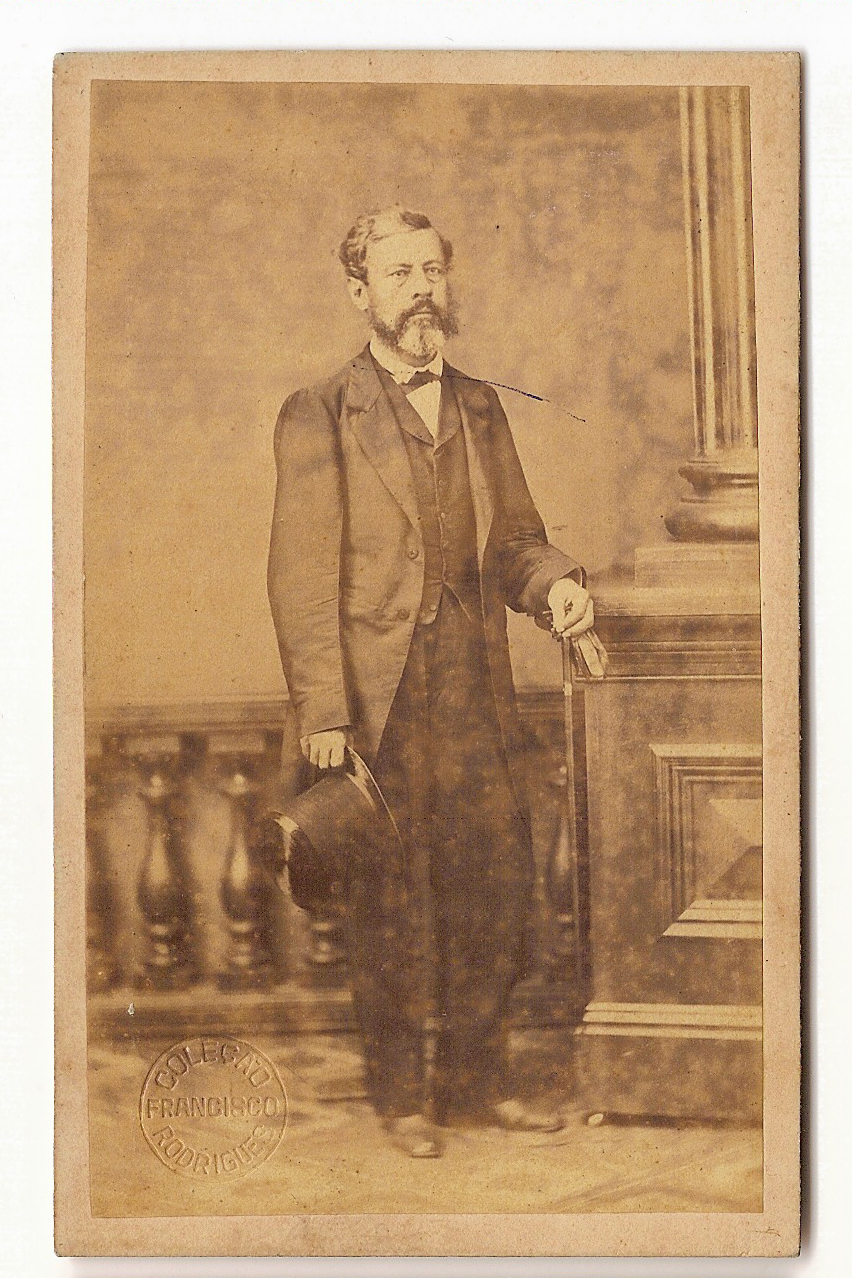
Manoel Joaquim Carneiro da Cunha, Barão de Vera Cruz, bacharel em 1834.

Manuel Joaquim Carneiro da Cunha, primeiro e único barão de Vera Cruz (Pernambuco, 11 de janeiro de 1811 — Pernambuco, 2 de agosto de 1869) foi um senhor de engenho, diplomata e político brasileiro.
Filho de Joaquim Manuel Carneiro da Cunha e de Antônia Maria de Albuquerque Lins, casou-se com Antônia Cavalcanti Carneiro da Cunha, com quem teve uma filha, Maria Arcanja Carneiro da Cunha, falecida em 1867, aos dez anos. Era senhor do Engenho Monjope, em Igaraçu,  e dono de diversos escravos.
Formado pela Faculdade de Direito de Olinda, em 1835, membro do Partido Conservador foi deputado provincial em 1842 e 1850, deputado geral em 1843, além de vice-presidente da província de Pernambuco por duas vezes. Foi sócio fundador do Instituto Arqueológico, Histórico e Geográfico Pernambucano. Foi também adido de 1ª classe à delegação brasileira em Viena.
Agraciado barão em 14 de março de 1860, era cavaleiro da Imperial Ordem de Cristo.